# Nachschlagewerk

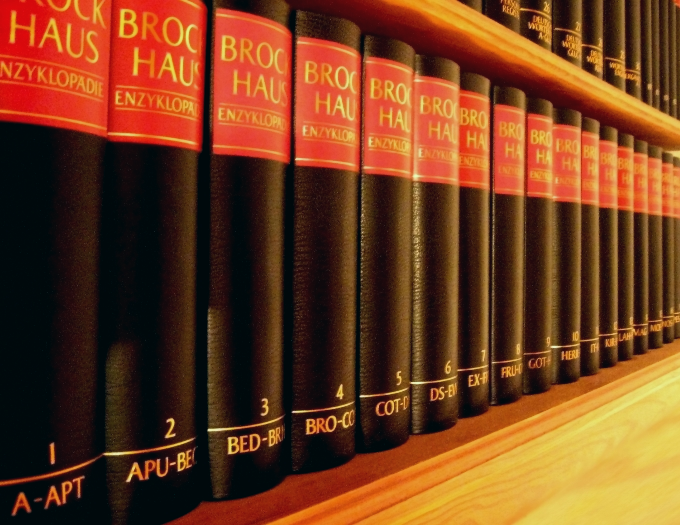
Die Brockhaus-Enzyklopädie gehört zu den bekanntesten traditionellen Nachschlagewerken im deutschsprachigen Raum.

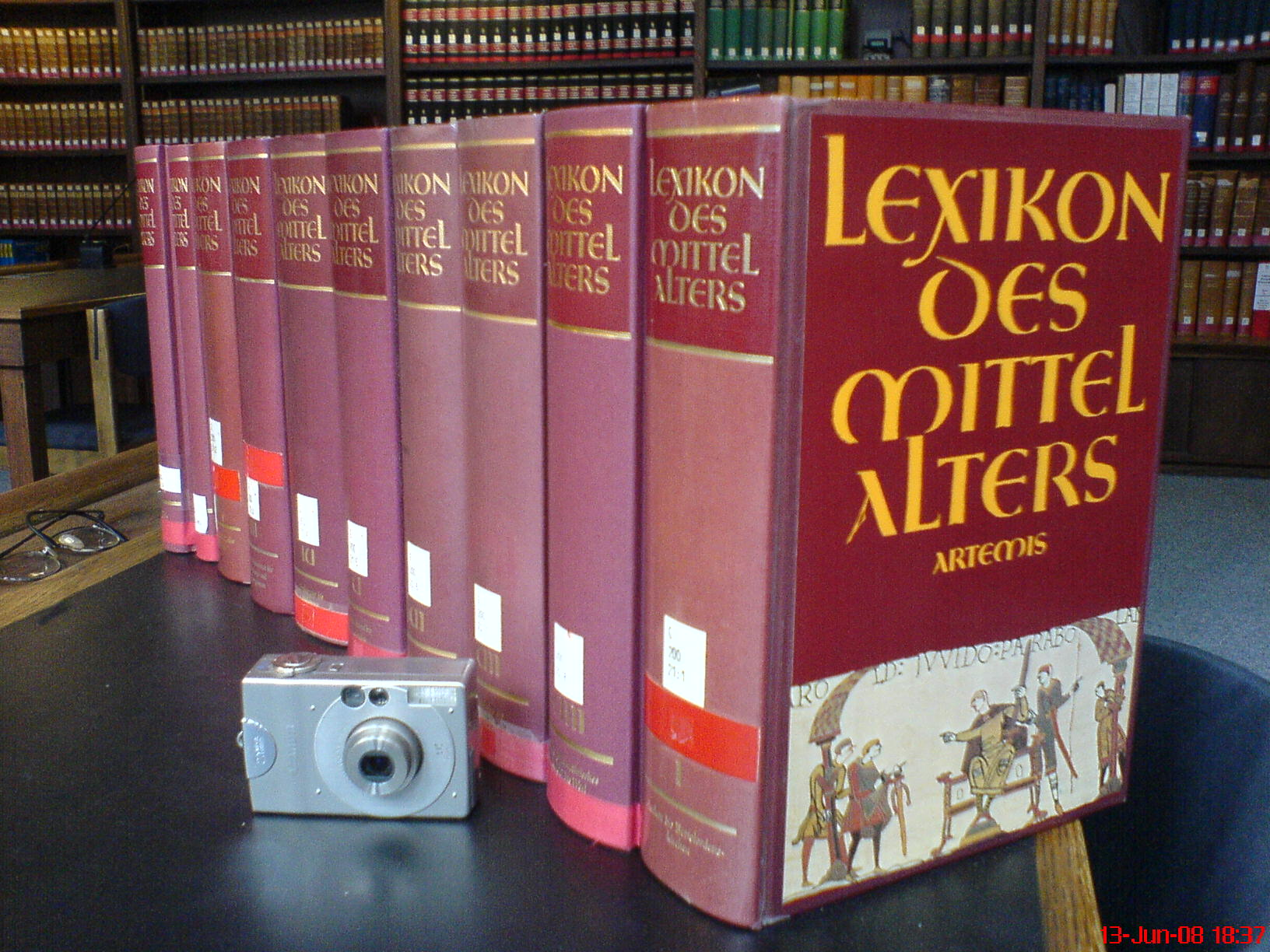
Ein wissenschaftliches Hilfsmittel: das Lexikon des Mittelalters, eine Fachenzyklopädie.

Ein Nachschlagewerk ist ein Buch oder ähnliches Werk, das schnellen Zugang zu Wissen liefert. Reine Datenbanken und vergleichbare Datensammlungen (wie Telefonbücher) werden in der Regel nicht zu den Nachschlagewerken gezählt.
Je nach Charakter gehört ein Werk zu den wissenschaftlichen Hilfsmitteln oder richtet sich an allgemeine Interessenten. Die innere Ordnung kann dabei entweder nach dem Alphabet oder nach einem anderen System geschehen. Typische Nachschlagewerke sind Lexika und Enzyklopädien. Dabei ist die Begrifflichkeit nicht immer klar.
Ein Nachschlagewerk kann in Buchform erschienen sein, als CD-ROM bzw. DVD, oder im Internet abrufbar sein. Es ist dann wie die Online-Enzyklopädie Wikipedia kostenlos (bzw. sogar frei im Sinne des Freien Wissens), oder die Betreiber versuchen, Geld zu erwirtschaften. Das kann über Anzeigen oder mit einer Abonnements- oder Zugriffsgebühr geschehen. Loseblattsammlungen sind Bücher in Form eines Aktenordners, bei denen man über ein Abonnement von Zeit zu Zeit aktualisierte Seiten erhält. Ein gängiges Beispiel dafür sind Gesetzessammlungen.
Traditionell boten Nachschlagewerke neben Texten auch manchmal Abbildungen dar: Fotos, Illustrationen, Informationsgrafiken, Karten und Pläne. Digitale Nachschlagewerke machen es möglich, zusätzlich Audiodokumente, Videosequenzen und Animationen anzubieten. Für diese Inhalte wird oft das Wort Multimedia verwendet.

## Arten von Nachschlagewerken

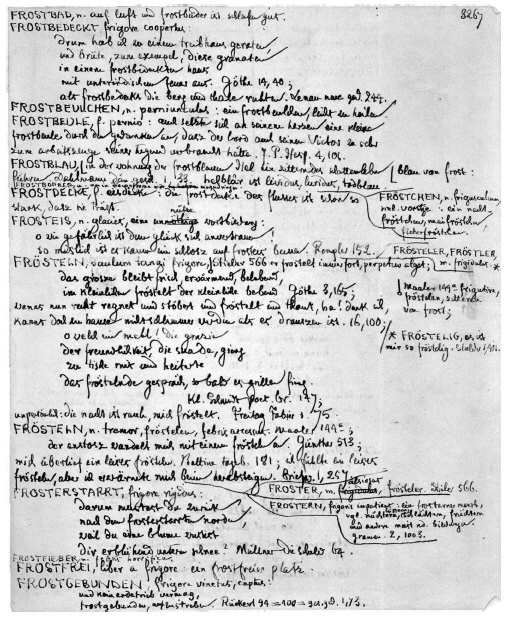
Manuskript Jacob Grimms für das Deutsche Wörterbuch. Das umfassendste Wörterbuch der deutschen Sprache wurde 1838 begonnen und 123 Jahre später vollendet.

Eine Vielzahl von Werken können als Nachschlagewerke angesehen werden. Man kann sie auf einer Achse zwischen den Polen Wörterbuch und Einführungsliteratur einordnen. Unter einem Wörterbuch versteht man in erster Linie Sprachwörterbücher. Sie erklären den Gebrauch oder die Bedeutung von Wörtern, entweder in einer einzigen Sprache, oder mit Übersetzung in eine andere Sprache. Das Wort Lexikon bezieht sich ursprünglich auf solche Wortschatzsammlungen. Eine weitere Unterscheidung ist die zwischen Konversationslexika und Hauslexika.
Auf der Achse kommen in Richtung Einführungsliteratur Werke an die Reihe, die immer längere Beiträge zum einzelnen Stichwort haben. Die Brockhaus Enzyklopädie hat noch relativ kurze Artikel, die rasch Auskunft geben und bei denen man leicht aufeinander verweisen kann. Beispielsweise die amerikanische Collier’s Encyclopedia und die niederländische Grote Spectrum Encyclopedie hingegen enthalten sehr viel längere Artikel. Der Vorteil ist, dass der Leser ein Thema recht ausführlich kennenlernt, ohne von Artikel zu (verwandtem) Artikel springen zu müssen.
Nahe dem Pol Einführungsliteratur stehen die Handwörterbücher. In ihnen befinden sich relativ wenige, dafür sehr lange Beiträge. Sie ähneln bereits Einführungswerken für Studenten eines Fachs.
Bei einem Nachschlagewerk denkt man vor allem an eine alphabetische Ordnung. Sie beruht direkt auf der Sprache und ist damit auf der allgemeingültigsten Ordnung. Doch manche Werke ordnen das Wissen nach einer anderen Systematik, nach Sachzusammenhängen. Ein Beispiel für ein systematisches Wörterbuch ist ein Bildwörterbuch, bei dem etwa alle Wörter zum Thema Automobil auf einer Seite mit einem detaillierten Bild eines Autos präsentiert werden. Ein Werk mit längeren Beiträgen nach einer systematischen Ordnung nennt man Handbuch. Chroniken verwenden als Ordnungssystem die Zeit.

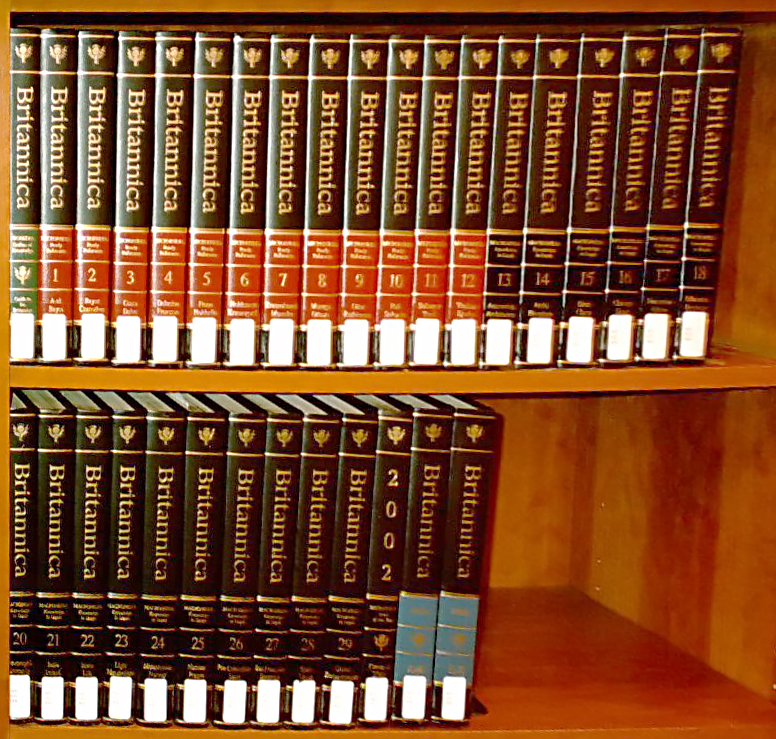
Encyclopædia Britannica, mit dem einen Band der Propedia (grün), der Micropedia (rot) und der Macropedia. Dazu kommt am Ende der zweibändige Index (blau).

Die Encyclopædia Britannica versucht seit 1974, die Vorteile der unterschiedlichen Nachschlageformen in sich zu vereinen. Einige Bände bilden die Micropedia, ein eigentliches Nachschlagewerk mit vielen kurzen Beiträgen. Die Macropedia hingegen hat lange Artikel zum vertiefenden Lesen. Die Propedia ist eine systematische Übersicht nach Wissensgebieten, die für den Einstieg, für den ersten Schritt des Lesers dienen sollte.
Die Erfahrung zeigt, dass die meisten Nutzer eines Nachschlagewerkes schnell und bequem ein bestimmtes Wissen suchen. Das gelingt am besten über das Alphabet. Daher sollten systematische Werke oder Werke mit langen Artikeln auch ein detailliertes Register (Index) haben.

## Weitere Beispiele

### Katalog
Zu den Katalogen gehören Ausstellungskataloge, Museumskataloge, Messekataloge, Warenkataloge usw. Auch Bibliotheken, Archive und Dokumentationen erschließen ihre Bestände mit einem Katalog, häufig nur als Kartei oder heute in digitaler Form. Zu den meisten Kunstausstellungen erscheinen Kataloge in Buchform, oft mit ergänzenden Information zum Thema oder Künstler. Kommerzielle Kataloge von Lieferanten, Versandhäusern oder Verlagen, auch das unverzichtbare VLB (Verzeichnis lieferbarer Bücher) – eine Bibliografie in Buchform, als CD-ROM oder online – ist ein solcher Katalog.

### Bibliografie
Bibliografien (auch Bibliographien) sind Verzeichnisse von Literaturhinweisen bzw. Kataloge für die Literatursuche (Bücher, Zeitschriften, andere Veröffentlichungen), meistens thematisch (nach Gebieten), Branchenbibliografie oder räumlich (Nachlässe, Bibliotheken) orientiert. Die Deutsche Nationalbibliografie (genauer Titel: Deutsche Nationalbibliografie und Bibliografie der im Ausland erschienenen deutschsprachigen Veröffentlichungen) wird von der Deutschen Nationalbibliothek (DNB) erstellt und ist die größte Datensammlung deutschsprachiger Literatur. Sie erfasst alle eingesandten Pflichtexemplare der Veröffentlichungen in Deutschland.

### Almanach
Ein Almanach ist meistens ein Jahrbuch zu einem bestimmten Thema, z. B. der Fischer Weltalmanach oder astronomische Jahrbücher wie der Nautical Almanac. Oft auch mit literarischen und künstlerischen Inhalten.

### Atlas
Ein Atlas ist ein kartografisches Nachschlagewerk geographischer Gegebenheiten: nutzerorientiert (zum Beispiel Schulatlas), historisch oder politisch (Historischer Atlas), regional orientiert (zum Beispiel Nationalatlas). Nicht zu den kartografischen Produkten gehörend, aber doch den Begriff Atlas im Titel verwendend, sind zum Beispiel Anatomieatlanten (Sammlung von Illustrationen mit Erklärungen zum Körperbau des Menschen).

## Liste von Nachschlagewerken
Bibliografische Nachschlagewerke
- Liste von Bibliografien

Biografische Nachschlagewerke

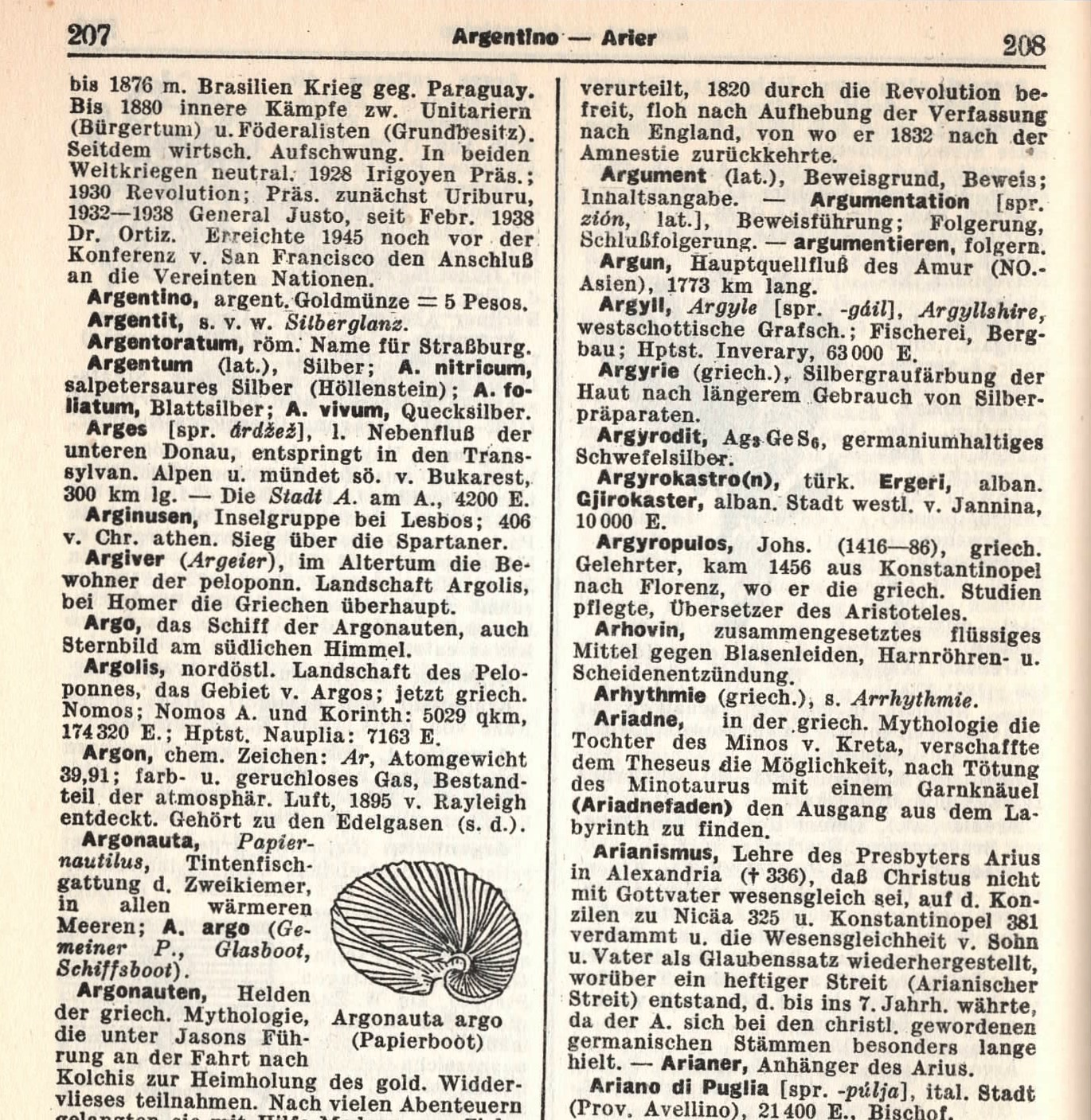
Auszug aus: Neues Welt-Lexikon, I. Band: A–Humboldt. Literaria-Verlag Wien, 2. Auflage 1949, Spalten 207 u. 208

- Liste biographischer Nachschlagewerke
- Liste der National-, Regional- und Lokalbiografien

Theologische Nachschlagewerke
- Liste von theologischen Nachschlagewerken

Wörterbücher
- Liste bedeutender Wörterbücher

Enzyklopädien
- Liste der Spezialenzyklopädien
- Liste der Universalenzyklopädien
- Liste von Enzyklopädien und Lexika in deutscher Sprache
- Liste von Online-Enzyklopädien
- Liste der Wikipedias nach Sprachen